# Бондаренко Павло Іванович (письменник)
Павло́ Іва́нович Бондаре́нко (літературне псевдо: Павло Правий; 11 липня 1970, Бєлгородська область, РРФСР, СРСР — 5 жовтня 2024, Звягель[джерело?], Україна) — український письменник, журналіст та блогер, автор 14 книжок, лавреат премії видавництва «Смолоскип». Працював в жанрі історичної публіцистики, автор кількох книжок в жанрі містичного трилеру.

## Життєпис
Павло Бондаренко народився 11 липня 1970 року на Білгородщині (Слобожанщина) в Росії. Коли Павлові Бондаренку було 8 місяців, його сім'я переїхала на Донбас, у місто Торецьк. Популяризатор історії, автор науково-популярних книг та статей, блогер.
у 1988—1990 проходив військову службу в «гарячих точках» СРСР — Нагірний Карабах, Нахічевань, Вірменія.
Після демобілізації перед вступом до вишу працював на шахті.
Закінчив у 1996 році історичний факультет Луганського національного університету ім. Тараса Шевченка.
Мешкав у Луганську до окупації міста російськими терористами, співпрацював з місцевими періодичними виданнями.
Станом на 2023 рік з сім'єю мешкав в Звягелі, працював головним редактором, заступником головного редактора інформаційно-громадської газети «Час Полісся».
Помер 5 жовтня 2024 року. За кілька годин до смерті встиг оприлюднити свої роздуми навколо чергової хвилі суспільних обговорень Волинської трагедії.

## Відзнаки
Лавреат II премії видавництва «Смолоскип» за фантастичний трилер «Година чорного причастя» (2001 рік).